# Cesare Romiti
Cesare Romiti (Roma, Italia, 24 de junio de 1923-Milán, Italia, 18 de agosto de 2020) fue un economista y empresario italiano. Fue ejecutivo de empresas estatales y privadas, incluidas Fiat y Alitalia. Adquirió el apodo de "Il Duro" o el tipo duro mientras se desempeñaba como director de Fiat.

## Primeros años
Romiti nació en Roma el 24 de junio de 1923. Su padre trabajaba como empleado de correos y fue despedido de su trabajo debido a su oposición al gobierno fascista de Benito Mussolini. Tenía dos hermanos, y su familia era pobre. Romiti describió más tarde cómo robó una bolsa de harina de un depósito durante la ocupación alemana de su ciudad natal y que fue "recibida como maná en casa". Posteriormente se recibió de la licenciatura en ciencias económicas y comerciales en 1945.  

## Carrera y actividades
Romiti comenzó su carrera en el grupo de municiones Bombrini Parodi Delfino (BFD) en 1947. Cuando el grupo se fusionó con Snia Viscosa en 1968, comenzó a desempeñarse como director financiero general de esta última. Luego se unió a Alitalia. En diciembre de 1970, se convirtió en miembro de la junta de Alitalia y luego fue nombrado director general y director ejecutivo de la empresa. Su mandato en la empresa duró hasta 1973. En septiembre de 1973, se convirtió en el director ejecutivo de la firma financiera IRI, Italstat. 
Romiti trabajó para Fiat en diversas capacidades durante veinte años desde 1974 hasta 1995. También fue uno de los principales accionistas de la empresa.  Sucedió a Gianni Agnelli como presidente de la firma cuando Agnelli renunció. Romiti dirigió la empresa del 28 de febrero de 1996 al 22 de junio de 1998. Romiti jugó un papel decisivo en el retorno de la empresa a la rentabilidad durante este período. Paolo Fresco lo sucedió en el cargo mencionado.
Romiti era el presidente del consejo de RCS Quotidiani Sp A. del 2 de junio de 1998 al 15 de julio de 2004. Luego se desempeñó como presidente de Impregilo desde mayo de 2005 hasta 2007. Se convirtió en presidente de la Institución Italiana China en 2000 y también fue nombrado presidente en 2004. También fue profesor asesor en la Universidad de Donghua. 

### Controversia
En abril de 1997, Romiti fue condenado por falsificar las cuentas de la empresa, cometer fraude fiscal y realizar pagos ilegales a partidos políticos.

## Vida personal
Romiti tuvo dos hijos. Murió el 18 de agosto de 2020 a la edad de 97 años. Mientras Associated Press informó que murió en su ciudad natal, Roma,  Il Mattino sostuvo que murió en Milán. 

### Premios y reconocimientos
Romiti fue galardonado por varias organizaciones, incluida la asociación del pueblo chino por la amistad con países extranjeros. Fue nombrado presidente honorario del Instituto Aspen. El 21 de junio de 2004, se convirtió en presidente honorario de RCS MediaGroup. También recibió el nombramiento como Oficial de la Orden Nacional de la Legión de Honor de Francia.
- null Caballero de la Orden del Mérito del Trabajo[14]

## Publicaciones
- George S. Odiorne; Cesare Romiti (1990). MBO = Management by Objectives. Economia e management (n. 0009). Milan: Sperling & Kupfer. pp. XI, 412. ISBN 9788820004835. OCLC 848880262.
- Michael E Porter; Cesare Romiti; Wallter Giorgio Scott; Riccardo Varaldo (1992). Competizione globale (6th edición). Turin: Isvor-FIAT, Isedi. pp. XXXII, 681. OCLC 878943684.
- Francesco Perrini; Matteo Piccinali; Cesare Romiti (2010). Investimenti e contratti in Cina. Impresa & professionisti (en italiano). Milan: EGEA. pp. xxiv, 319. ISBN 9788823832831. OCLC 878748211.
- Giampaolo Pansa; Cesare Romiti (1988). Questi anni alla Fiat. BUR saggi (1st edición). Milan: Rizzoli. ISBN 9788817536233. OCLC 449934087. Archivado desde el original el 25 de agosto de 2019. Consultado el 25 de agosto de 2019.
- Cesare Romiti; Paolo Madron (2012). Storia segreta del capitalismo italiano : cinquant'anni di economia, finanza e politica raccontati da un grande protagonista. Le spade (n. 28). Milan: Longanesi. p. 286. ISBN 9788830428126. OCLC 811153654.  Cesare Romiti; Paolo Madron (2012). Storia segreta del capitalismo italiano : cinquant'anni di economia, finanza e politica raccontati da un grande protagonista. Le spade (n. 28). Milan: Longanesi. p. 286. ISBN 9788830428126. OCLC 811153654.  Cesare Romiti; Paolo Madron (2012). Storia segreta del capitalismo italiano : cinquant'anni di economia, finanza e politica raccontati da un grande protagonista. Le spade (n. 28). Milan: Longanesi. p. 286. ISBN 9788830428126. OCLC 811153654.
- Cesare Romiti; Antonio Mosconi (1977). La politica industriale e la politica monetaria - la fiat nel processo d' integrazione europea. OCLC 848254717.